# 대통령 가족
대통령 가족(First Family)은 공화국의 국가원수나 정부수반인 대통령의 가족을 가리키는 칭호이다.

## 구성
대통령 가족은 일반적으로 아래와 같이 구성된다.
- 대통령(국가 원수나 정부 수반)
- 대통령의 부인 또는 대통령의 남편
- 대통령 부부의 자녀

### 기타
- 대통령 부부의 부모, 손자 등이 대통령 관저에 거주할 경우에는 그들도 대통령 가족에 포함될 수 있다.

## 같이 보기
- 미국의 대통령 가족